# Xestoblatta castanea
Xestoblatta castanea är en kackerlacksart som beskrevs av Morgan Hebard 1926. Xestoblatta castanea ingår i släktet Xestoblatta och familjen småkackerlackor. Inga underarter finns listade i Catalogue of Life.